# Беляева, Ольга Петровна
Ольга Петровна Беляева (22 марта 1959, Брянка, Луганская область, СССР) — украинская спортсменка (шашки), директор киевской школы гроссмейстеров. Общественный деятель Украины.

## Биография
Родилась в Брянке Луганской области, училась в физкультурном интернате. Занималась под руководством известных мастеров Ростислава Лещинского и Владимира Каплана.
Чемпионка Украинской ССР по международным шашкам 1975 года Неоднократно выступала в чемпионатах СССР по международным шашкам, лучший результат — 2-е место (Бендеры, 1975).
Муж Яценко Анатолий Васильевич, мастер спорта по шашкам, глава украинской федерации шашек. Сын Олег Яценко и дочь Алёна.

## Создание киевской школы гроссмейстеров по шахматам
После обретения Украиной независимости в Киеве была создана Всеукраинская шахматно-шашечная школа гроссмейстеров, директором которой стала Ольга Петровна.
Школу посещал будущий чемпион мира по шахматам по версии ФИДЕ Руслан Пономарёв.